# Avenue Laurier (Ottawa)
Pour les articles homonymes, voir Avenue Laurier et Laurier.

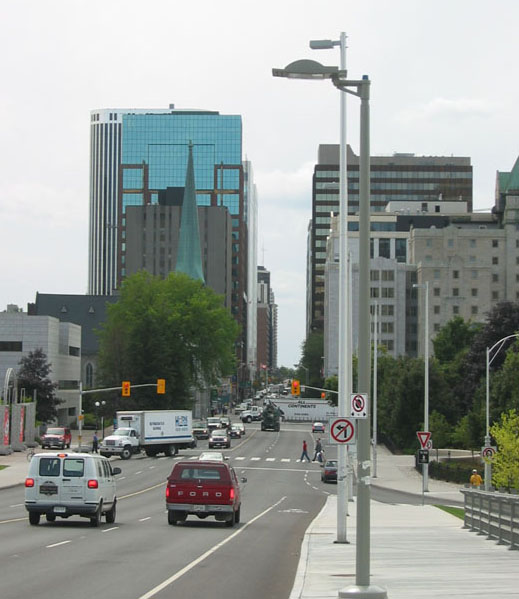
Avenue Laurier, face à l'ouest, vue du pont

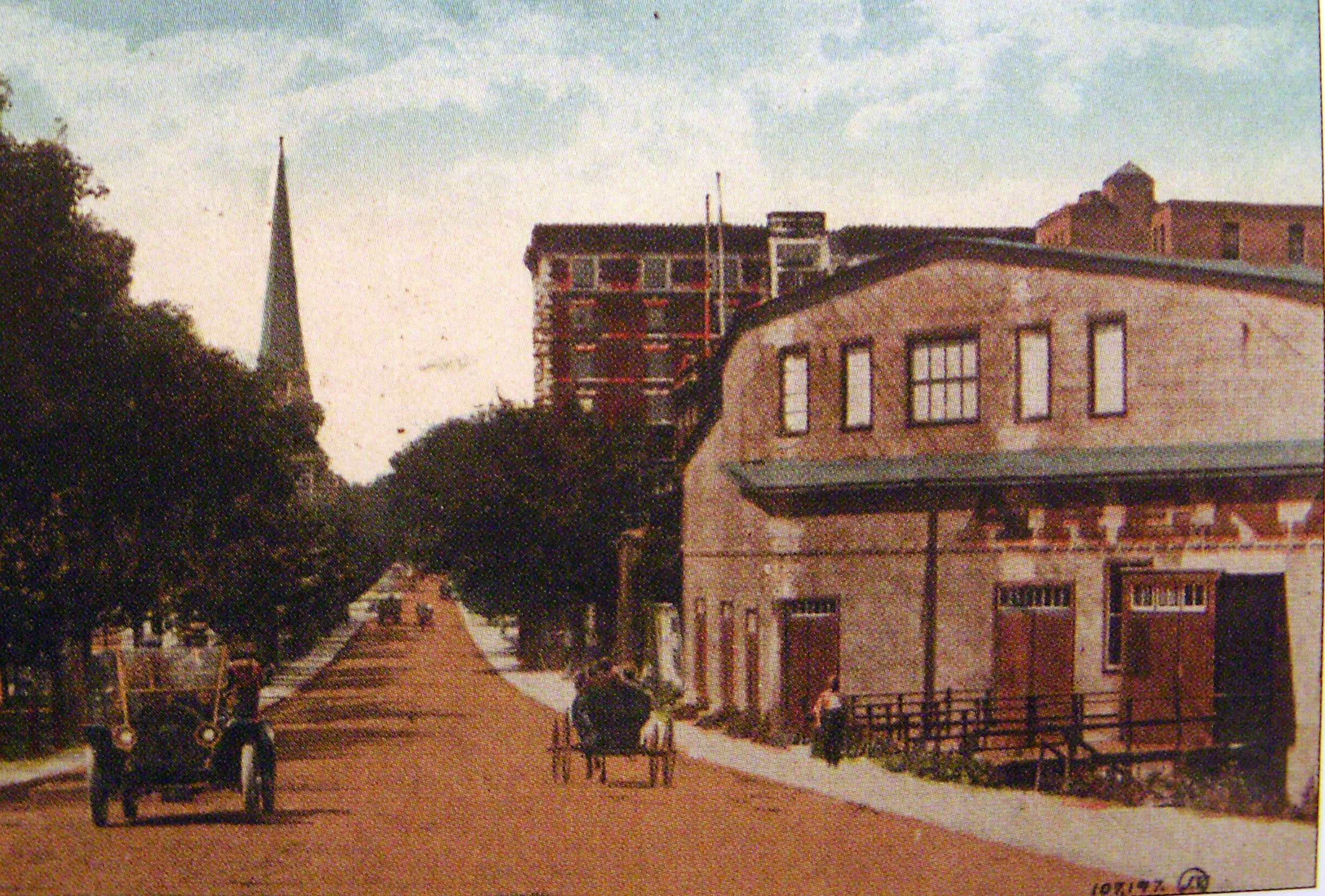
Une vue similaire de l'avenue Laurier en 1910.
L' est sur la droite.

L'avenue Laurier ( Anglais: Laurier avenue ; Ottawa Road #48 ) est une rue centrale orientée est-ouest qui traverse le centre-ville d'Ottawa, Ontario, Canada. Connue à l'origine sous le nom de « rue Maria » (à l'ouest de Waller) et « rue Theodore » (à l'est de Waller),, elle a été renommée en l'honneur du premier ministre canadien Sir Wilfrid Laurier. La Maison Laurier, résidence des premiers ministres Laurier et William Lyon Mackenzie King, est située au coin de l'avenue Laurier Est et de la rue Chapel.

## Itinéraire
De l'avenue Bronson au canal Rideau
Laurier traverse le cœur du centre-ville d’Ottawa. Le côté sud de Laurier, à partir de l'avenue Bronson en direction de l'est, est presque entièrement constitué de gratte-ciel, à commencer par les tours résidentielles de Bronson et les immeubles de bureaux commerciaux et gouvernementaux ensuite. Sur le côté sud de Laurier, entre les rues Bank et O'Connor, se trouve le bâtiment principal du ministère des Finances du Canada. La succursale principale de la Bibliothèque publique d'Ottawa est située à l'intersection de l'avenue Laurier et de la rue Metcalfe, et l'hôtel de ville d'Ottawa borde le côté sud de Laurier, entre la rue Elgin et la promenade de la Reine-Elizabeth. La salle d'exercice de la place Cartier, d'où part quotidiennement le cortège de la « relève de la garde », est à côté de l'hôtel de ville d'Ottawa. Le côté nord de Laurier, en face de l'hôtel de ville, est constitué du parc de la Confédération. L’avenue Laurier a été choisie en 2011 comme première rue d’Ottawa à disposer d’une piste cyclable entièrement séparée.
Du canal Rideau à la rivière Rideau
La route traverse le canal Rideau par le pont de l'avenue Laurier, passe devant le quartier général du ministère de la Défense nationale et traverse ensuite le campus de l'Université d'Ottawa. Elle continue ensuite dans quartier de Sandy Hill, passant à proximité de nombreuses ambassades. L'ambassade d'Irak (anciennement l'ambassade d'Angola) est bien visible au coin des avenues Laurier et King Edward. L'avenue se termine en formant un coude avec la rue Charlotte, juste avant de rencontrer la rivière Rideau, au parc Strathcona, tout près de l'ambassade de Russie.